# 弗赖恩维尔
弗赖恩维尔是德国石勒苏益格－荷尔斯泰因州的一个市镇。总面积15.30平方公里，总人口1509人，其中男性753人，女性756人（2011年12月31日），人口密度99人/平方公里。